# Franz Xaver Embel

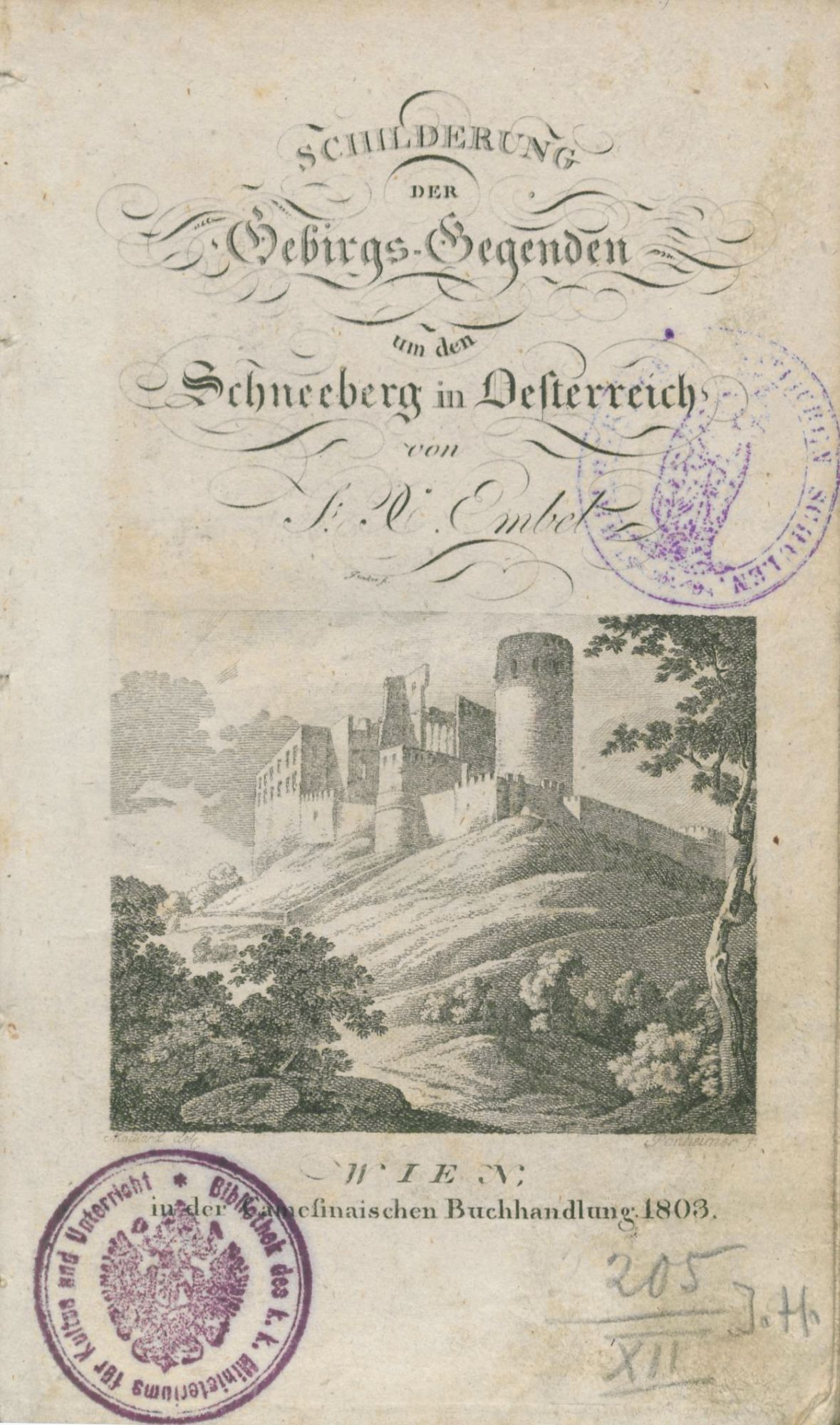
Titelseite der Schilderungen der Gebirgs-Gegenden um den Schneeberg in Oesterreich von Franz Xaver Embel

Franz Xaver Embel (* 10. November 1770 in Florenz; † 31. Juli 1856 in Mödling) war ein österreichischer Beamter, Topograph, Reiseschriftsteller und Maler.

## Leben
Seine Eltern stammten aus Straßburg und waren Bedienstete des Grafen Franz Xaver Wolfgang von Orsini-Rosenberg, der im Auftrag von Kaiserin Maria Theresia als Berater am toskanischen Hof in Florenz bei Großherzog Peter Leopold weilte. Die Familie kehrte 1772 gemeinsam mit Orsini-Rosenberg nach Wien zurück.
Embels Beamtenlaufbahn begann 1787, als er in die k. k. Cameral-Hauptbuchhaltung eintrat, wo er bis 1804 in verschiedenen Positionen tätig war. Seine Frau Theresia verstarb 1802 im Alter von 33 Jahren. Die Jahre 1804–1807 verbrachte er in Dalmatien, das im Frieden von Campo Formio an Österreich gefallen war, wo er an der Organisation des Finanzwesens mitwirkte. Danach war er Stadtoberkämmerer beim Wiener Magistrat, bis er 1830 in den Ruhestand trat.
1800 unternahm er gemeinsam mit dem Maler Ferdinand Runk aus gesundheitlichen Gründen eine Fußwanderung zum Schneeberg, über die er im Jahr darauf den Reisebericht Fußreise von Wien nach dem Schneeberge veröffentlichte. Nach einer weiteren Reise im Jahr 1801 schrieb er die Schilderung der Gebirgs-Gegenden um den Schneeberg in Oesterreich. Seine Beschreibungen weckten großes Interesse und gelten als Beginn der touristischen Erschließung des Schneeberggebiets. Als Amateurmaler fertigte Embel eine große Zahl von topographisch genauen Landschaftsbildern an.
Die Embelgasse in Wien-Margareten ist nach ihm benannt.

## Werke
- Fußreise von Wien nach dem Schneeberge. Mit histor. Nachrichten von der Entstehung und den ältesten Bewohnern der in dieser Gegend liegenden Schlösser und Ortschaften. Doll, Wien 1801, online in der Google-Buchsuche.
- Schilderung der Gebirgs-Gegenden um den Schneeberg in Oesterreich. Camesina, Wien 1803, Digitalisat.